# Andrea Chignoli
Andrea Chignoli es una montajista, editora de cine, periodista y docente chilena. Se ha destacado por realizar el montaje de reconocidas películas, tales como Violeta se fue a los cielos y Los 80. Ha sido reconocida en cuatro oportunidades como la mejor montajista de Chile. Forma parte de la Academia de las Artes y Ciencias Cinematográficas de Hollywood.

## Biografía
Su padre, Roberto Chignoli era director de publicidad y fue el asistente de dirección de Tres Tristes Tigres, la primera película de Raúl Ruiz. Obtuvo el título de periodista en la Universidad de Concepción y Master of Fine Arts mención en Cine de Columbia University en donde estudió gracias a la Beca Fulbright.  Así mismo, se ha desempeñado como docente en la Pontificia Universidad Católica de Chile. 
Inició su carrera en montaje como segundo asistente en la película chilena Johnny 100 Pesos (Gustavo Graef Marino, 1993).Desde entonces, ha sido montajista de más de 90 títulos de ficción y documental, donde destacan Violeta se fue a los cielos, Araña y La Buena Vida, Joven y alocada, Post Mortem, No y Tony Manero, Mis Hermanos Sueñan Despiertos, La Novia del Desierto, La Familia y las series chilenas Los 80 y Ecos del Desierto. 
Sus trabajos han sido parte de los festivales más importantes del mundo, llegando a los festivales de Cannes, Venecia y Sundance, participando en este último como mentora en el Sundance Documentary Edit and Story Lab en 2017, 2018, 2019 y 2023.

## Premios y reconocimientos
Andrea Chignoli ha sido reconocida con el premio Pedro Sienna en cuatro ocasiones como mejor montajista, en 2021 (Mis hermanos sueñan despiertos), en 2012 (Joven y Alocada), 2011 (Post Mortem) y 2009 (La Buena Vida), habiendo estado nominada también los años 2012 y 2016.
También fue galardonada con el Premio a la Trayectoria del Festival de Cine de Mujeres en 2012 y en el Festival de Cine de Viña del Mar en 2020.
Desde 2018 forma parte de la Academia de las Artes y Ciencias Cinematográficas de Hollywood.
La película Violeta se fue a los cielos obtiene el premio a mejor edición en Cine Ceará - Ibero-american Film Festival en 2012-También el largometraje Araña estuvo nominado en 2020 a los Premios Platino en la categoría de mejor montaje. 
En 2018, el Festival de Cine Venezolano galardona el filme La Familia con el premio a mejor edición que comparte con Cristina Carrasco Hernández y Gustavo Rondón.

## Filmografía
Algunos de sus créditos de montajista son:
- 2024 - Oasis (Colectivo MAFI. Tamara Uribe y Felipe Morgado)
- 2024 - Igualada (Juan Mejia Botero)
- 2024 - Cuando las nubes esconden la sombra (José Luis Torres Leiva)
- 2023 - Las hijas (Kattia G. Zúñiga)
- 2022 - La vaca que cantó una canción hacia el futuro (Francisca Alegría)
- 2022 - Sansón y yo (Rodrigo Reyes)
- 2021 - Mis hermanos sueñan despiertos (Claudia Huaiquimilla)
- 2021 - Un lugar llamado dignidad (Matías Rojas Valencia)
- 2021 - Fruits of labour (Emily Cohen)
- 2020 - El cielo está rojo (Francina Carbonell)
- 2020 - Luxor (Zeina Durra)
- 2019 - Perro bomba (Juan Cáceres)
- 2019 - Araña (Andrés Wood)
- 2019 - Dios (Colectivo MAFI. Christopher Murray, Israel Pimentel Bustamante, Josefina Buschmann)
- 2019 - Ella es Cristina (Gonzalo Maza)
- 2019 - Vendrá la muerte y tendrá tus ojos (José Luis Torres Leiva)
- 2018 - Rapaz (Felipe Gálvez)
- 2018 - Viper club (Maryam Keshavarz)
- 2017 - Home (Nicolás Acuña)
- 2017 - Princesita (Marialy Rivas)
- 2017 - La novia del desierto (Cecilia Atán, Valeria Privato)
- 2017 - Cielo (Alison McAlpine)
- 2016 - El viento sabe que vuelvo a casa (José Luis Torres Leiva)
- 2016 - La ciudad perdida (Francisco Hervé)
- 2016 - Jesús (Fernando Guzzoni)
- 2016 - El Cristo ciego (Christopher Murray)
- 2016 - El hombre aficionado (Mario Horton)
- 2016 - Y todo el cielo cupo en el ojo de la vaca muerta (Francisca Alegría)
- 2016 - Reo (Mauricio Corco Espinoza)
- 2016 - Eugenia and John (Hossein Keshavarz)
- 2015 - La mujer de barro (Sergio Castro San Martín)
- 2015 - El bosque de Karadima (Matías Lira)
- 2014 - Propaganda (Colectivo MAFI. Christopher Murray, Israel Pimentel Bustamante)
- 2014 - Aurora (Rodrigo Sepúlveda)
- 2013 - Soy mucho mejor que voh (Che Sandoval)
- 2012 - Joven y alocada (Marialy Rivas)
- 2012 - Bahía azul (Nicolás Acuña)
- 2012 - No (Pablo Larraín)
- 2012 - 74 m2 (Paola Castillo, Tiziana Panizza)
- 2011 - Violeta se fue a los cielos (Andrés Wood)
- 2011 - Verano (José Luis Torres Leiva)
- 2010 - Post mortem (Pablo Larraín)
- 2010 - Lucía (Niles Atallah)
- 2009 - Mi vida con Carlos (Germán Berger-Hertz)
- 2008 - Tony Manero (Pablo Larraín)
- 2008 - La buena vida (Andrés Wood)
- 2008 - A un metro de ti (Daniel Henríquez)
- 2004 - Azul y blanco (Sebastián Araya)
- 2004 - Viaje a Narragonia (Germán Berger-Hertz)
- 2002 - Paraíso B (Nicolás Acuña)
- 2001 - La fiebre del loco (Andrés Wood)
- 2001 - La hija de O'Higgins (Pamela Pequeño)
- 1998 - Cielo ciego (Nicolás Acuña)
- 1997 - Historias de fútbol (Andrés Wood)